# Дејвид Хјум
Дејвид Хјум (енгл. David Hume; Единбург, 7. мај 1711 — Единбург, 25. август 1776) био је шкотски филозоф, економиста и историчар. Био је скептичар који је почео је да студира права, која није до краја завршио.
У току студија долази у додир са Њутновом физиком, као и са делима енглеског филозофа Џона Лока који му даје правац у филозофији.

## Хјумов утицај
Дејвид Хјум је био једна од значајнијих личности његовог столећа. На европском континенту, а нарочито у Француској, важио је за једног од већих енглеских филозофа. У Немачкој је Кант тврдио да га је Хјумова лектира из догме и дремежа пробудила. Хјумове морално филозофске идеје утичу такође на утилитаристе 19. века, нарочито на Џереми Бентама и Џона Стјуарта Мила.

## Биографија
Када би човек пустио данашње професоре филозофије да одлуче ко је био најбољи прозни аутор на енглеском језику, победио би сигурно Хјум. Хјум је рано донео одлуку о филозофирању, подстакнут марљивим читањем лектире, писао је тај шеснаестогодишњак, хтео је: „Као један филозоф да говори“. Годину дана касније, да би испунио жељу својим родитељима уписује се да студира права, за које није показао велико интересовање.Почиње озбиљно да се упушта у филозофске проблеме, његов велики пријатељ у мислима постао је Цицерон. Године 1729. добио је нервни слом и жали се на јаке депресије које чешће добија. Та депресивна болест трајала је четири године, покушао је да се излечи чврстом дисциплином, тако што би се дневно по пар сати посветио филозофским посматрањима. Али баш тако лако, као што је он замислио, није ишло. Да би се што пре излечио покушао је са нормалним послом. Почео је да ради као трговац у једној продавници шећера у Бристолу. Брзо је схватио да тај занат није за њега и покушава поново са чистом филозофском егзистенцијом. Хјум путује за Француску и тамо борави три године, где је животни стандард много скупљи него у Енглеској, ту почиње своје прво дело а завршава га у Лондону „Трактат“ Расправа о људској природи (1739—1740), које важи за мајсторско дело које је Хјум објавио. Више среће имао је Хјум са есејима о Моралу и Политици. У круг ужих пријатеља припада Адам Смит, који се сматрао оцем економије и познати оснивач савремене геологије Џејмс Хатон.

## Хјум скептичар
Његова скептичност се одражавала пре свега против метафизике, њој и са тим свакој спекулацији о недоступним стварима биле су његова главна борба.
Метафизичке идеје биле су за њега продукт неплодног напрезања човечије таштине, која покушава у предмете да уђе које су разуму потпуно неприступачни. Та измишљена филозофија (Псеудофилозофија) мора се немилосрдно открити (тако мисли Хјум). Такође његова молба за професорско место на универзитету у Единбургу била је одбијена, вероватно зато што је Хјум окарактерисан као религиозни скептичар. Дело које је објавио 1748, Једно истраживање у погледу људског разума, могуће ја да обухвата његов Трактат (Расправа).

## Етика
У етици Хјум заступа мишљење да „добро и лоше нису зависни од разума, него само од њиховог значаја и у срећу израсли“.

## Дела
- 1748. Истраживање људског разума
- 1751. Истраживање моралних принципа
- 1779. Дијалог о природној религији